# Архиепархия Торонто

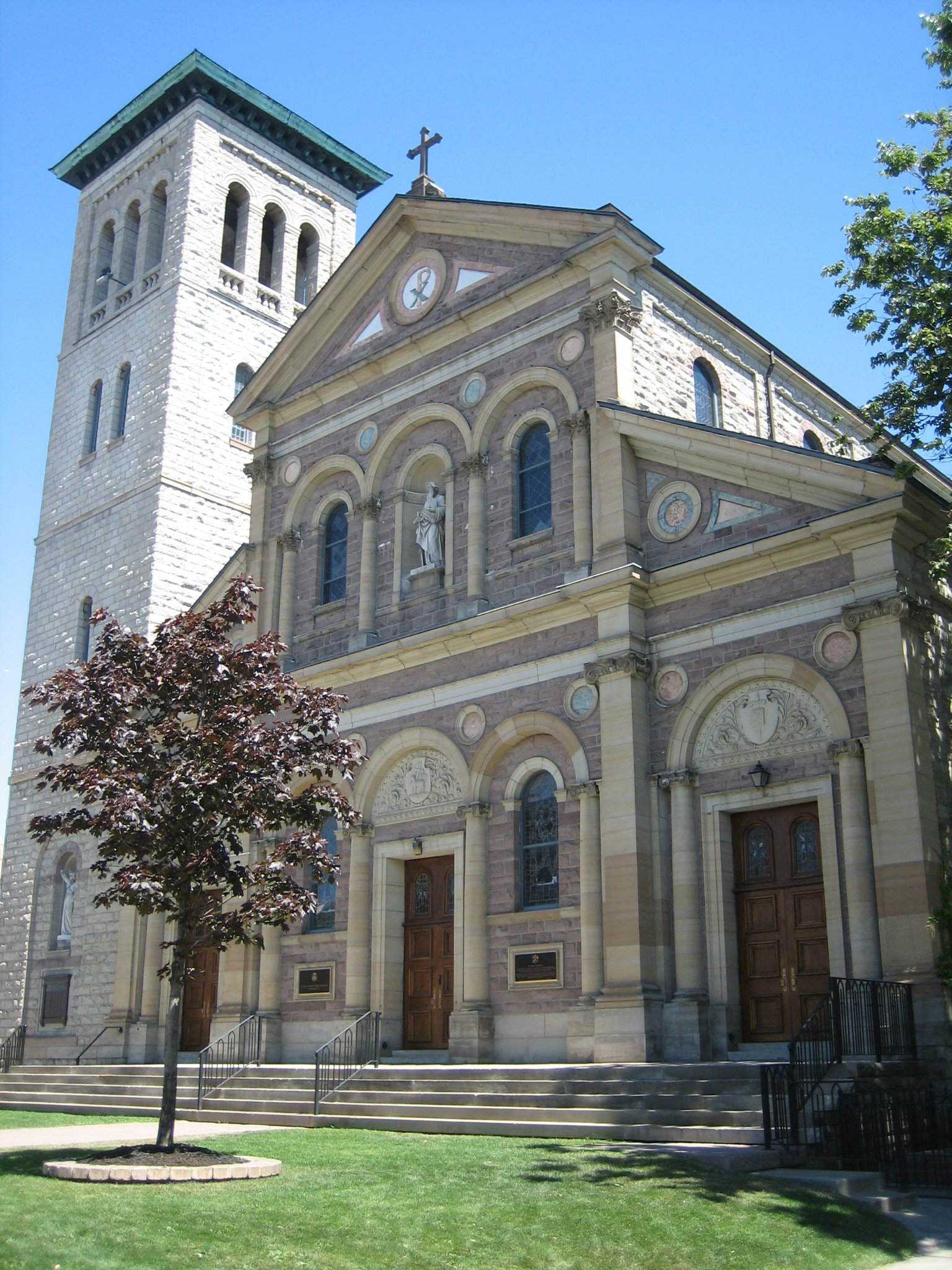
Малая базилика святого Павла, Торонто, Канада

Архиепархия Торонто (лат. Archidioecesis Torontina) — архиепархия Римско-Католической церкви с центром в городе Торонто, Канада.. В архиепархию Торонто входят епархии Гамильтона, Лондона, Сент-Катаринса, Тандер-Бея. Кафедральным собором архиепархии является собор святого Михаила. В Торонто также находятся малая базилика святого Павла, паломнические национальные центры Пресвятой Девы Марии Неустанной помощи и канадских мучеников.

## История
17 декабря 1841 года Римский папа Григорий XVI издал бреве Inter multiplice, которым учредил епархию Верхней Канады, выделив её из епархии Кингстона. 
20 сентября 1842 года Римский папа Григорий выпустил бреве Cum per similes, которым переименовал епархию Верхней Канады в епархию Торонто. 21 февраля 1855 года епархия Торонто уступила часть своей территории новой епархии Лондона. 29 февраля 1856 года епархия Торонто уступила часть своей территории новой епархии Гамильтона.
18 марта 1870 года епархия Торонто была возведена в ранг архиепархии.
22 ноября 1958 года архиепархия Торонто уступила часть своей территории новой епархии Сент-Катаринса.

## Ординарии архиепархии
- епископ Michael Power (17.12.1841 — 1.10.1847);
- епископ Armand-François-Marie de Charbonnel (15.03.1850 — 26.04.1860);
- архиепископ John Joseph Lynch (26.04.1860 — 12.05.1888);
- архиепископ John Walsh (25.07.1889 — 30.07.1898);
- архиепископ Dennis T. O’Connor (7.01.1899 — 4.05.1908);
- архиепископ Fergus Patrick McEvay (13.04.1908 — 10.05.1911);
- архиепископ Neil McNeil (10.04.1912 — 25.05.1934);
- кардинал Джеймс Макгиган (22.12.1934 — 30.03.1971);
- архиепископ Philip Francis Pocock (30.03.1971 — 29.04.1978);
- кардинал Джеральд Эмметт Картер (29.04.1978 — 17.03.1990);
- кардинал Алоизиус Маттиас Амброзич (17.03.1990 — 16.12.2006);
- кардинал Томас Кристофер Коллинз (16.12.2006 — 11.02.2023);
- кардинал Франк Лео (11.02.2023 — по настоящее время).

## Источник
- Annuario Pontificio, Ватикан, 2005
- Бреве Inter multiplices, Raffaele de Martinis, Iuris pontificii de propaganda fide. Pars prima, т. V, Romae, 1893, стр. 285  (лат.)
- Бреве Cum per similes, Raffaele de Martinis, Iuris pontificii de propaganda fide. Pars prima, т. V, Romae, 1893, стр. 300  (лат.)